# Rghioua
Rghioua  (in arabo ارغيوة‎?) è un centro abitato e comune rurale del Marocco situato nella provincia di Taounate, regione di Fès-Meknès. Conta una popolazione di 4 218 abitanti (censimento 2014).